# Gabriel Le Veneur de Tillières
Pour les autres membres de la famille, voir famille Le Veneur de Tillières.
Gabriel Le Veneur de Tillières (né vers 1517 et mort le 15 mai 1574) est un ecclésiastique qui fut évêque d'Évreux de 1532 à 1574.

## Biographie
Gabriel Le Veneur est le fils de Jean (II) Le Veneur, chambellan du roi, capitaine de Vire, bailli de Rouen, et de son épouse Gillone de Montjean, sœur du maréchal de France René de Montjean.
Gabriel Le Veneur est le premier évêque d'Évreux à se voir attribuer en 1531 le siège épiscopal par le roi François Ier conformément au concordat de Bologne signé avec Léon X. Il est nommé évêque à l'âge de 14 ans après la démission de son grand-oncle Ambroise Le Veneur de Tillières. Le nouveau pape Clément VII tergiverse un peu et écrit dans ce sens à son autre grand-oncle le cardinal Jean Le Veneur, puis finalement confirme sa nomination le 6 septembre 1532 et il lui attribue le siège titulaire de Thessalonique et le nomme « administrateur de l'évêché d'Évreux » sous le contrôle du cardinal
Il ne prend finalement possession de son siège que le 2 mars 1549. Bien que jamais consacré, Gabriel Le Veneur poursuit ensuite une carrière pendant laquelle il accumule les honneurs et les bénéfices ecclésiastiques. En 1549, il officie au couronnement de Catherine de Médicis et en 1571 à celui de la reine Élisabeth d'Autriche. Chambellan de l'ordre de Saint-Michel il est pourvu comme abbé commendataire en 1535 de l'abbaye de Lyre, en 1546 de l'abbaye de Saint-Évroult, en 1549 de l'abbaye de Jumièges, où sa cupidité serait à l'origine de la destruction en 1573 de la charpente de la tour carrée de la croisée pour en récupérer le plomb, et en 1558 de Saint-Taurin d'Évreux. Il participe au concile de Trente en 1562 et devient membre du Parlement de Paris. Il meurt le 15 mai 1574 et il est inhumé dans le chœur de la cathédrale le 5 août.